# جانارلی
جانارلی (به لاتین: Dzhanarly) یک منطقه مسکونی در جمهوری آذربایجان است که در شهرستان صابرآباد واقع شده است. 
گمان می رود که این روستا دستخوش تغییر نام شده باشد یا دیگر وجود نداشته باشد ، زیرا هیچ وب‌سایت آذربایجانی از این نام استفاده نمی‌کند.